# Fotosysteem
Bij de lichtreacties van fotosynthese zijn twee zogenaamde fotosystemen betrokken, fotosysteem I en II (afgekort: PSI en PSII). Een fotosysteem is in staat om lichtenergie om te zetten in chemische energie, die wordt vastgelegd in chemische bindingen tussen atomen van de elementen koolstof, waterstof, en zuurstof, die daarmee samen een glucose-molecuul vormen. 
Een fotosysteem is een zogenaamd 'integraal enzymcomplex'. Dit betekent dat het uit een groot aantal enzymen en andere moleculen bestaat, die met elkaar samenwerken. Met 'integraal' wordt bedoeld dat een fotosysteem het hele membraan van de thylakoïde omvat. Het kan zowel reacties in het stroma aangaan als in het lumen. Fotosystemen komen voor bij alle soorten cyanobacteriën en planten, en bij fototrofe soorten protisten.
De twee fotosystemen bestaan uit twee componenten: een kerncomplex en een zogenaamd 'light-harvesting antenna complex' (LHC), een Nederlandse naam is er niet. Het 'antennecomplex' bestaat uit een groot aantal pigmentmoleculen, vooral chlorofyl, maar ook carotenen, die in dienst staan van het reactiecentrum van het kerncomplex. De pigmentmoleculen in het LHC geven hun energie, die ze opvangen van het licht, af aan een zogenaamd doelwitpigment. Dit doelwitpigment ligt in het reactiecentrum. Alleen in dit reactiecentrum vindt uiteindelijk de reactie plaats die de lichtenergie omzet in chemische energie.

## Fotosysteem II
In Fotosysteem II (PSII) beginnen de lichtreacties van de fotosynthese. De eiwitten en moleculen die nodig zijn voor de reacties in het reactiecentrum zijn gebonden aan twee lange polypeptiden (D1 en D2 genaamd). Dit reactiecentrum bestaat uit een speciaal paar van chlorofylmoleculen. Dit speciale paar is een dimeer van twee chlorofyl-a-moleculen. Het wordt 'speciaal' genoemd vanwege zijn fundamentele rol in de fotosynthese. Verder bestaat PSII ook nog uit verschillende antenne-systemen aan de stromazijde, met als doelwitpigment P680, en ligt er ook nog een heel belangrijk mangaan-cluster aan de lumenkant.
De totaalreactie die plaatsvindt in fotosysteem II is:
2H2O + 2PQ + 4H+(Stroma) + 4hν → O2 + 4H+(Lumen) + 2PQH2
Hier staat hν voor de fotonen die nodig zijn, PQ voor plastochinon en PQH2 voor plastichinol. De energie van de fotonen wordt dus uiteindelijk overgedragen aan PQH2.
Fotosynthese begint als P680 fotonen, via het antennesysteem, absorbeert en daardoor in een aangeslagen toestand belandt. Deze reactie ziet er dan zo uit:
P680 + 1 hν → P680* (*= aangeslagen)
Normaal gesproken zou zo’n pigment terugkeren naar zijn grondtoestand, via fluorescentie, maar in dit geval niet. Dit speciale paar ligt namelijk zo in PSII, dat er altijd een sterke oxidator in de buurt is die een elektron kan opnemen van P680*. In PSII is de oxidator feofytine aanwezig. Het elektron springt dus van P680* naar feofytin (Pheo) over, waardoor er een ladingsscheiding ontstaat:
P680* + Pheo → P680+ + Pheo− (ladingsscheiding)
P680+ en Ph- zijn alle twee radicalen, en zouden heel gemakkelijk met elkaar kunnen reageren, waardoor er weer ladingsrecombinatie zou plaatsvinden. Het elektron van Ph- zou dan terugspringen naar P680, om de positieve lading daar te neutraliseren. Dit aangeslagen elektron, met een hoog energieniveau, zou zo zijn energie verspillen, omdat het terug op P680 wordt omgezet in warmte. 
Drie factoren voorkomen dat deze ladingsrecombinatie plaatsvindt:
1. Een andere oxidator, een stevig gebonden chinon (QA), is minder dan 10 Å (ångström) weg van feofytine, en zo beweegt het elektron snel verder weg van P680+.
2. Een ander elektron (afkomstig van een ander radicaal YZ, later verder uitgelegd) is ook minder dan 10 Å verwijderd van P680+, en deze kan de P680+ dus ook neutraliseren.
3. De reactie van Ph- naar P680+ is bijzonder langzaam. Waarom dit zo is, is nog niet helemaal duidelijk. Het radicaal YD zou hier een rol in kunnen spelen.

Door deze drie factoren kan het elektron efficiënt naar QA getransporteerd worden. QA is stevig gebonden, maar het elektron wordt vanuit QA ook weer snel verder getransporteerd naar QB, die een zwakkere binding heeft en daardoor sneller reageert. Als er dan nog een foton wordt geabsorbeerd, en nog een elektron via hetzelfde pad QB bereikt, reageert QB samen met twee protonen uit het stroma tot QH2. Deze reactie ziet er dan zo uit:
2 Ph- + 2H+(stroma) + QB → 2 Ph + QBH2 (chinon omzetting)

### Fotolyse van water
Ondertussen spelen er ook nog andere reacties af, die ervoor zorgen dat watermoleculen worden omgezet in elektronen, protonen en zuurstofgas. Dit wordt ook wel de fotolyse (lichtsplitsing) van water genoemd. Deze ontledingsreactie vindt plaats in een zogenaamd mangaancluster. Dit cluster ligt aan de lumenzijde en is gebonden aan de D1-polypeptide. Verder speelt ook het aminozuurresidu tyrosine een rol, dat ook gebonden ligt aan D1.
Twee watermoleculen reageren met de mangaancluster, waarbij er vijf of zes reacties volgen, waarin in totaal vier elektronen, vier protonen en een zuurstofmolecuul worden afgestaan. Het zuurstofmolecuul gaat de plant weer uit (behalve het deel dat voor de dissimilatie gebruikt wordt). De protonen komen in het lumen van de thylakoïde terecht en worden niet gebruikt voor de omzetting van plastochinon naar plastochinol. De protonen die nodig zijn voor deze omzetting worden uit het stroma van de chloroplast gehaald. 
Later wordt ingegaan op de protonengradiënt die hierbij ontstaat. De elektronen die hierbij vrijkomen, worden, via een paar tussenwegen, uiteindelijk afgestaan aan P680+. Vanuit P680+ worden de elektronen verder getransporteerd via de ETC.
Hoe die vijf of zes reacties in de mangaancluster precies verlopen is nog niet bekend. Er wordt onderzoek naar gedaan en er zijn een paar  modellen opgesteld, maar veel blijft nog onduidelijk. Zo komen er in het mangaancluster chloor- en calciumatomen voor, waarvan de functie nog niet duidelijk is. Hoe het mangaancluster er precies uitziet is ook nog niet bekend. Wel is duidelijk dat maar twee van de vier mangaanionen steeds van lading veranderen als er reacties plaatsvinden. De reacties die plaatsvinden in de mangaancluster wordt de S-cyclus genoemd. De verschillende toestanden waarin het mangaancluster zich bevindt worden 'S0' tot 'S4' genoemd. Het nummer geeft aan hoeveel elektronen er zijn afgestaan. Bij de reactie tussen S4 en S0 ontsnapt zuurstof, terwijl tegelijkertijd twee watermoleculen reageren met de mangaancluster. De S0, S1, S2 en S3 toestanden zijn lichtafhankelijk. Dat komt door het volgende. Als er licht valt op P680 raakt deze in een aangeslagen toestand en staat het een elektron af waardoor P680+ ontstaat. P680+ is een heel sterke oxidator, en onttrekt weer een elektron van een aminozuurresidu dat in de buurt ligt, Tyr161 (dit ligt gebonden aan D1). Als Tyr een elektron verliest wordt het een radicaal, wat ook wel Yz wordt genoemd. Dit radicaal reageert weer met de mangaancluster, waarbij er één elektron overspringt en er weer Tyr161 ontstaat.
Samengevat: Bij de S0-3 toestanden wordt er steeds, per geabsorbeerd foton, één elektron onttrokken door Is. De toestand S4 is onstabiel en reageert met H2O weer naar de S0 toestand, waarbij er ook zuurstof ontstaat. Zo gaat deze cyclus constant opnieuw, zolang er genoeg water in de buurt is, en het radicaal Yz aanwezig is om elektronen te onttrekken. Tussen de verschillende toestanden worden er ook nog 4 protonen afgestaan. In welke fase, en hoe dit gebeurt, is onbekend.
De totaalreactie bij de fotolyse van water is:
2H2O → 4 e− + 4H+(lumen) + O2
Als deze reactie wordt samengenomen met de omzetting van chinon die al in een reactie was gezet wordt weer de totaalreactie van PSII vekregen.

## Fotosysteem I
In fotosysteem I (700 nm) worden de elektronen gebruikt voor het creëren van NADPH volgens:
NADP+ + 2H+ + 2 e− → NADPH+ H+
NADPH is de belangrijkste reductor in cellen en levert een bron van elektronen voor diverse andere reacties. Chlorofyl houdt hieraan een tekort aan elektronen over die vervolgens weer teruggewonnen moeten worden uit andere reductoren. In planten en algen is deze reductor water, wat leidt tot de productie van zuurstof:
2H2O → O2 + 4H+ + 4 e−
De zuurstof is zo afkomstig uit water en niet uit kooldioxide. Dit is voor het eerst voorgesteld door C. B. Neil die fotosynthetische bacteriën bestudeerde in de jaren 30. Behalve de cyanobacteriën gebruiken bacteriën sulfide en waterstof als reductor waarbij geen zuurstof vrij komt.
De netto reactie van de lichtreactie wordt dan:
12H2O + 12NADP + nADP + nP →  6O2 + 12NADPH2 + nATP
De netto reactie van de donkerreactie is:
6CO2 + 12NADPH2 + 12ATP →   C6H12O6 + 12NADP + 6H2O + 12ADP + 12P
De ATP en NADPH die geproduceerd worden met fotosynthese leveren energie voor diverse biochemische processen. In planten is de belangrijkste hiervan de calvincyclus waarbij koolstofdioxide wordt omgezet in ribulose en vervolgens andere suikers. Deze reacties worden ook donkerreacties genoemd omdat ze geen licht nodig hebben, niet omdat ze voornamelijk in het donker plaats zouden vinden.
Er zijn bacteriën die als elektronendonor niet water maar waterstofsulfide gebruiken. De reactie ziet er zo uit:
12H2S + 6CO2 → C6H12O6 + 6H2O + 12S .